# Пинчуки (село)
Пинчуки́ (укр. Пінчуки) — село, входит в Васильковский район Киевской области Украины.
Население по переписи 2001 года составляло 614 человек. Почтовый индекс — 08661. Телефонный код — 4571. Занимает площадь 27,504 км². Код КОАТУУ — 3221486001.

## История
В ХІХ столетии село Пинчуки было в составе Гребенской волости Васильковского уезда Киевской губернии. В селе была Рождество-Богородицкая церковь. Священнослужители Рождество-Богородицкой церкви:
- 1772—1775 — священник Даниил Ладиковский
- 1799 — священник Андрей Демьянович Валицкий (Валицкой, Валецкой)
- 1811 — священник Карп Андреевич Валицкий
- 1825 — священник Василий Карпович Валицкий
- 1847 — священник Гирич, священник Мефодий Гирявский, пономарь Александр Томашевский
- 1865 — священник Мефодий Елизарович Трезвинский

## Местный совет
08661, Київська обл., Васильківський р-н, с.Пінчуки, вул.Шевченка,8